# Befreiungsversicherung
Die Befreiungsversicherung ist ein Begriff des gegliederten Sozialversicherungssystems. Anwendung findet beziehungsweise fand die Befreiungsversicherung im Bereich der  gesetzlichen Krankenversicherung (GKV) und der gesetzlichen Rentenversicherung (GRV). In beiden Fällen befreit(e) sie von der gesetzlichen Versicherungspflicht durch Ausweichen in Privatverträge, so die private Krankenversicherung beziehungsweise private Lebensversicherung.
Im Bereich der privaten Krankenversicherung, müssen Annahmevoraussetzungen erfüllt werden, die sich nach § 5 SGB V richten.
Im Bereich der gesetzlichen Rentenversicherung räumt der Gesetzgeber heute grundsätzlich keine Befreiungsmöglichkeiten mehr ein. Einziger Ausnahmefall ist der der „verkammerten Berufe“ wie Rechtsanwälte, Steuerberater, Ärzte oder Architekten. Da es sich bei diesem Personenkreis um Freiberufler handelt, die ihrerseits pflichtversichert sind in einem berufsständischen Versorgungswerk, dürfen sie sich zur Vermeidung doppelter Abgabepflichten von der gesetzlichen Rentenversicherungspflicht befreien lassen. Im Übrigen bestand eine Befreiungsmöglichkeit („ohne besonderen Grund“) letztmals 1968. Die Versorgungen bis dahin waren an enge Voraussetzungen geknüpft. So mussten sie einen bestimmten Beitragsumfang aufweisen und konnten Hinterbliebenen nur im Rahmen der gesetzlichen Erbfolge vermacht werden (Bezugsrechtsregelung).